# Thaletas
Thaletas (altgriechisch Θαλήτας, manchmal auch fälschlich Thales) war ein griechischer Chorlyriker des 7. Jahrhunderts v. Chr. aus Gortyn auf Kreta.
Zusammen mit Xenodamos von Kythera, Xenokritos von Lokroi und anderen war er an musikalischen Reformen in Sparta in der Zeit nach Terpander beteiligt. Er war Komponist von Paianen und Hyporchemata. Spätere Metriker schrieben ihm die Einführung der Rhythmen des Päon und des nach ihm benannten Kretikus in Sparta zu. Da er eine Seuche beendet haben soll, soll Polymnestos ihm zu Ehren ein Epos verfasst haben.